# Isaac Wilbour

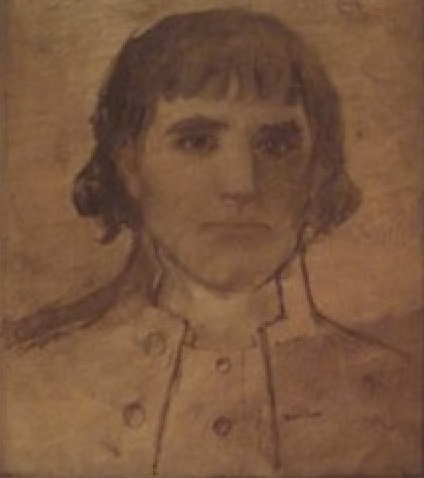
Isaac Wilbour.

Isaac Wilbour, född 25 april 1763, död 4 oktober 1837, var en amerikansk politiker som var guvernör i Rhode Island, ledamot av USA:s representanthus och domare.

## Tidigt liv
Wilbour föddes i Little Compton, Rhode Island.

## Politisk karriär
Wilbour tjänstgjorde i Rhode Islands parlament från 1805 till 1806. Under 1806 var han talman där. Han var viceguvernör från 1806. Det var inget guvernörsval 1806, men han efterträdde Henry Smith som tjänstgörande guvernör från den 7 maj 1806. Han satt kvar till den 6 maj 1807 och efterträddes då av James Fenner.
Wilbour representerade Rhode Island i USA:s representanthus som demokrat-republikan från 1807 till 1809. Han ställde upp till omval 1808 och kandiderade även 1812, men förlorade båda gånger. Han tjänstgjorde åter som viceguvernör från 1810 till 1811, under en del av den tid då hans efterträdare som guvernör, James Fenner, var guvernör.

## Domare
År 1818 utnämndes Wilbour till domare vid Rhode Islands högsta domstol. Han var ordförande för domstolen från 1819 till 1827, varefter han avgick.
Wilbour avled i Little Compton, Rhode Island, den ort där han föddes. Han begravdes på Seaconnet Cemetery.